# 维捷斯拉夫·马哈
维捷斯拉夫·马哈（捷克語：Vítězslav Mácha，1948年4月6日—2023年5月29日），捷克男子摔跤运动员。他曾代表捷克斯洛伐克参加1968年、1972年、1976年和1980年夏季奥林匹克运动会摔跤比赛，获得一枚金牌和一枚银牌。